# Yoon Jong-hoon
Vous pouvez aider à l'améliorer ou bien discuter des problèmes sur sa page de discussion.
- Il ne cite pas suffisamment ses sources. Vous pouvez indiquer les passages à sourcer avec {{référence nécessaire}} ou {{Référence souhaitée}}, et inclure les références utiles en les liant aux notes de bas de page. (Marqué depuis avril 2024)
- Certaines informations devraient être mieux reliées aux sources mentionnées dans la bibliographie ou les liens externes. Améliorez sa vérifiabilité en les associant par des références. (Marqué depuis avril 2024)
- Son texte doit être wikifié : il ne correspond pas à la mise en forme Wikipédia (style, typographie, liens internes, liens entre les wikis, etc.). (Marqué depuis avril 2024)

- Archive Wikiwix
- Bing
- Cairn
- DuckDuckGo
- E. Universalis
- Gallica
- Google
- G. Books
- G. News
- G. Scholar
- Persée
- Qwant
- (zh) Baidu
- (ru) Yandex
- (wd) trouver des œuvres sur Wikidata

Yoon Jong-hoon en coréen 윤종훈, né le 15 février 1984 à Daejeon (Corée du sud), est un acteur sud-coréen. Il est dirigé par l'agence KeyEast Entertainment. Il est connu pour ses rôles dans les drames télévisés comme The Penthouse: War in life ou Sh**ting stars.

## Biographie
Avant de devenir acteur sous l'égide de KeyEast Entertainment, Yoon Jong-hoon  étudie au département de langue et de littérature étrangères mais il abandonne rapidement car il souhaite devenir acteur. Par la suite, Yoon Jong Hoon fréquente la Seoul Action School, où il est formé à la comédie et aux techniques d'action.

## Filmographie

### Séries télévisées
- 2013 : Monstar : Shin Jae Rok
- 2013 : Reply 1994 : Kim Gi Tae
- 2014 : Emergency Couple : Im Yong Kyu
- 2014 : Her Lovely Heels : Choi Yun Ho
- 2014 : Only Love : Kim Woo Joo
- 2014 : Misaeng: Incomplete Life : Lee Sang Hyun
- 2014 : Dr.Frost : Kang Jin Wook
- 2015 : Unkind Ladies : Jung Go Min
- 2015 : A Daughter Just Like You : Baek Seon Jae
- 2015 : Riders:Catch Tomorrow : Kim Joon Wook
- 2016 : My Son-In-Law's Woman : Choi Yong Jun
- 2016 : One More Happy Ending : [ ex petit-ami de Dong Mi ]
- 2016 : Another Miss Oh : Choi Noo Ri
- 2016 : Let's Make a New Start : Lee Sun Ho
- 2016 : Age of Youth : Seo Dong Joo
- 2017 : The Bride of Habaek : Ma Boog Yeol
- 2017 : The King in Love : Wang Jeon
- 2017 : The Best Moment To Quit Your Job : Dae Woon
- 2018 : Return : Seo Joon Hee
- 2018 : Come and Hug Me : Gil Moo Won
- 2018 : My Healing Love : Park Wan Seung
- 2018 : The Last Empress : [Terroriste / frère de Kang Joo Seung ]
- 2019 : Rookie Historian Goo Hae Ryung : Ho Dam
- 2019 : Extraordinary You : Lee Joo Hwa
- 2020 : Timing : Kim Bo Seok
- 2020 : Find Me in Your Memory : Yoo Tae Eun
- 2020-2021 : The Penthouse : War in Life : Ha Yoon Chul
- 2022 : Sh**ting stars : Kang Yoo Sung

- 2023-2024 : The Escape of the Seven : Yang Jin Mo